# Parastylodactylus hayashii
Parastylodactylus hayashii is een garnalensoort uit de familie van de Stylodactylidae. De wetenschappelijke naam van de soort is voor het eerst geldig gepubliceerd in 1997 door Komai.